# Grégoire Banckaert
Pour les articles homonymes, voir Banckaert.
Grégoire Banckaert (Bruges, 9 août 1801 - Saint-Trond, 22 février 1868) fut le troisième supérieur-général des Frères de la charité de Gand.

## Biographie
Né François Banckaert, il est le fils de Frans Banckaert et de son épouse, née Maria Dobbelaere. À son entrée dans la Congrégation des Frères de la charité de Gand, il prit le nom de Grégoire et prononça ses vœux perpétuels le 20 août 1832. 
Toute sa carrière se déroula au service des enfants sourds-muets et aveugles à l'Institut Royal fondé par les Frères à Woluwe Saint-Lambert. À partir de 1850, il en fut le directeur.

## Supérieur-général
L'élection de Banckaert à la fonction de supérieur général de la congrégation se fit dans des circonstances difficiles. L'évêque de Gand avait imposé de nouvelles règles, empêchant la réélection d'Aloysius Bourgois qui dirigeait la congrégation depuis trente ans.
Les Frères n'apprécièrent nullement une telle ingérence. Les dirigeants de l'Institut Guislain firent connaître leurs objections et firent signer une pétition par les frères de la communauté de la Stropstraat. À titre de sanction, ils furent interdits de participer au vote.
Les objections principales soulevées par les frères étaient que le plus grand nombre d'entre eux était désormais interdit de participer aux élections, tandis que la réélection du supérieur général très populaire qu'était Aloysius Bourgois, était rendue impossible.
Lorsque l'évêque Delebecque vint présider la séance d'élection, dans une atmosphère lourde de suspicions de part et d'autre, les frères manifestèrent leur désapprobation en rendant à plusieurs reprises des votes non concluants, avant de se résoudre à voter en majorité pour Banckaert.
Banckaert, élu à son corps défendant, infligea un véritable camouflet à l'évêque en nommant son prédécesseur à la fonction de premier conseiller. En outre, il le laissait disposer des bureaux et de l'appartement du supérieur général à la Bijloke, lui-même se contentant de ce que les locaux de la Stropstraat lui offraient. Banckaert put continuer à diriger personnellement plusieurs activités de la congrégation.
Cet esprit de révolte, qui caractérisait l'ensemble de la congrégation, rendit Banckaert très populaire auprès de ses frères.
Cet esprit unanimement partagé permit à Banckaert de résister à la prise de pouvoir que le directeur spirituel De Cock devait exécuter sur les instructions de l'évêque. De Cock, sévère et intransigeant dut bientôt se rendre compte de ce qu'il perdrait la partie et après peu de mois il démissionna. A la joie des frères, le chanoine De Decker, leur précédent directeur spirituel, remis de sa maladie, reprit la fonction. Tant avec lui qu'avec son successeur De Groote, la Congrégation n'éprouva aucun problème.

## Première fondation à l'étranger
Tant Banckaert que Bourgois se trouvèrent soudainement confrontés à un problème inattendu causé par le chanoine De Decker. Sans en avoir d'abord délibéré avec eux, celui-ci avait promis à l'évêque de Montréal l'envoi de quelques frères afin de diriger une nouvelle fondation dans son diocèse. À contrecœur les deux dirigeants acquiescèrent, ne voulant pas désavouer leur directeur spirituel. C'est ainsi que, pratiquement par hasard, la congrégation entreprit sa première fondation hors des frontières de la Belgique.
Après un terme de trois ans, Banckaert céda avec plaisir la place à Bourgois, triomphalement réélu le 2 octobre 1865.  Banckaert alla vivre dans la communauté de Saint-Trond et y mourut trois ans plus tard.

## Littérature
- (nl) Koenraad Reichgelt, De Broeders van Liefde I, 1807-1876, Gent, 1957
- (nl) René Stockman, Liefde in Actie. 200 jaar Broeders van Liefde, Leuven, 2006